# Mayiwane
Mayiwane là một inkhundla của Eswatini, nằm ở vùng Hhohho. Vào năm 2007, dân số của nó là 15.120 người.